# Kai Greene

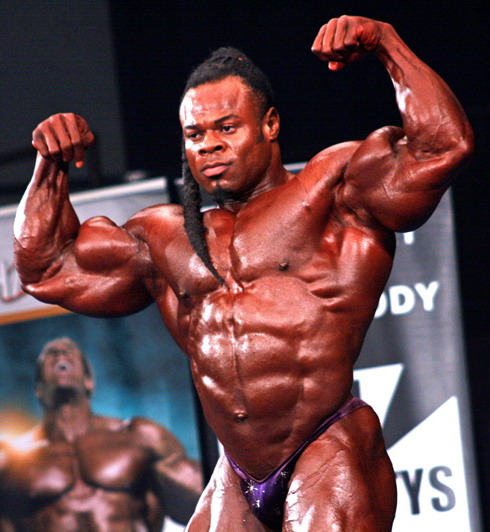
Kai Greene beim Australian Pro Grand Prix (2009)

Kai Leslie Greene (* 12. Juli 1975 in Brooklyn, New York City, Vereinigte Staaten) ist ein professioneller Bodybuilder.

## Werdegang
Greene trat ab 1994 regelmäßig als Amateurbodybuilder bei nationalen Wettbewerben auf. Im Jahr 1996 gewann er den Pro Natural Worlds der World Natural Bodybuilding Federation (WNBF). Um Profistatus zu erlangen, schloss er sich im Jahr darauf dem National Physique Committee (NPC) an.
Sein Abschneiden bei Wettbewerben der NPC war nur von mäßigem Erfolg gekrönt. Sein Ziel war es, den Team Universe zu gewinnen, um bei den Amateur World Championships von der International Federation of Bodybuilding & Fitness (IFBB) den Profistatus zu erlangen. Nach zwei gescheiterten Anläufen gelang es ihm im Jahr 1999, sich dafür zu qualifizieren. Der Wettkampf fand in Bratislava in der Slowakei statt. Er belegte nur den 4. Platz und verfehlte damit den erwünschten Profititel. Nach dieser Niederlage nahm er eine vierjährige Auszeit, in der er weiter an seinem Körper arbeitete.
Im Jahr 2004 trat er wieder zum Team Universe an, der inzwischen zum direkten Qualifizierungswettkampf für den Profistatus der IFBB geworden war. Dieses Mal konnte er ihn gewinnen und sich somit als von der IFBB anerkannter Profi für weitere Wettbewerbe qualifizieren. Seine größten Erfolge waren seitdem die drei Siege bei den Arnold Classic 2009, 2010 und 2016, sowie der zweite Platz beim Mr. Olympia 2012, 2013 und 2014.
Internationale Bekanntheit erlangte er vor allem aufgrund seiner direkten Rivalität zu Phil Heath. Beliebt ist Greene zudem wegen seiner regelmäßigen Präsenz und Fannähe in sozialen Netzwerken.
Im Jahr 2015 sagte er seine Teilnahme bei der Wahl zum Mr. Olympia unerwartet ab. Ein halbes Jahr später meldete sich Greene mit seinem insgesamt dritten Sieg der Arnold Classic 2016 zurück. In den darauffolgenden Wochen konnte er seinen Erfolg bei den Arnolds Classic Australia und Arnold Classic Brazil wiederholen.
Er spielte zudem eine kleine Rolle in einer Episode der Netflixserie Stranger Things.

## Erfolge
- 2008 New York Pro: 1. Platz
- 2008 Arnold Classic: 3. Platz
- 2009 Australian Pro Grand Prix: 1. Platz
- 2009 Arnold Classic: 1. Platz
- 2009 Mr. Olympia: 4. Platz
- 2010 Australian Pro Grand Prix: 1. Platz
- 2010 Arnold Classic: 1. Platz
- 2011 Mr. Olympia: 3. Platz
- 2011 Sheru Classic: 3. Platz
- 2012 Mr. Olympia: 2. Platz
- 2012 Sheru Classic: 2. Platz
- 2013 Mr. Olympia: 2. Platz
- 2013 Arnold Classic Europa: 2. Platz
- 2013 EVL'S PraguePro: 1. Platz
- 2014 Mr. Olympia: 2. Platz
- 2016 Arnold Classic: 1. Platz
- 2016 Arnold Classic Australia: 1. Platz
- 2016 Arnold Classic Brazil: 1. Platz

## Körpermaße
Bei einer Größe von 1,73 m hat Greene ein Wettkampfgewicht von 125 Kilogramm (Mr. Olympia 2014), außerhalb der Wettkampfform (Off-Season) bis zu 140 Kilogramm.